# Freimut Börngen
Freimut Börngen (ur. 17 października 1930, zm. 19 czerwca 2021) – niemiecki astronom. Kilka źródeł źle podaje jego imię jako Freimuth.

## Życiorys
Badał wiele galaktyk przez teleskop Schmidta w Obserwatorium astronomicznym Karla Schwarzschilda w Tautenburgu, w Niemczech. W 1995 przeszedł na emeryturę, ale kontynuował prace dla obserwatorium jako pracownik nieetatowy. Produktem ubocznym jego pracy było odkrycie 538 planetoid (302 odkrył samodzielnie oraz 236 wspólnie z innymi astronomami). Badaniem planetoid zajmował się w wolnym czasie, ponieważ poszukiwanie małych obiektów zostało uznane przez władze NRD za niewystarczająco prestiżowe zajęcie. Podczas istnienia NRD, Börngen ograniczał się do neutralnych politycznie nazw dla planetoid, np. nawiązujących do Turyngii (np. (2424) Tautenburg – Tautenburg), znanych naukowców (np. (3181) Ahnert – Paul Oswald Ahnert, (3245) Jensch – Alfred Jensch) czy kompozytorów (np. (3941) Haydn – Joseph Haydn, (21059) Penderecki – Krzysztof Penderecki). Po zjednoczeniu Niemiec w 1990 wybierał systematycznie historyczne, kulturalne, naukowe lub geograficzne nazwy i czasami honorował amatorskich astronomów. Pozostałe nazwy nadane zostały ku czci np. antynazistów, działaczy religijnych.
Freimut Börngen osiągnął świetną reputację w międzynarodowej społeczności naukowców za jego poczucie ludzkiej wartości i dobrze uzasadnione wybory nazw dla planetoid. MUA uhonorowała go nadając asteroidzie jego nazwisko – (3859) Börngen.
W roku 2006 został również odznaczony Bundesverdienstkreuz am Bande (Krzyż zasługi na wstędze) przez Prezydenta Niemiec Horsta Köhlera.

## Lista odkrytych planetoid
| (2424) Tautenburg     | 27 października 1973 |
| (2861) Lambrecht      | 3 listopada 1981     |
| (3181) Ahnert         | 8 marca 1964         |
| (3245) Jensch         | 27 października 1973 |
| (3338) Richter        | 28 października 1973 |
| (3499) Hoppe          | 3 listopada 1981     |
| (3539) Weimar         | 11 kwietnia 1967     |
| (3540) Protesilaos    | 27 października 1973 |
| (3802) Dornburg       | 7 sierpnia 1986      |
| (3808) Tempel         | 24 marca 1982        |
| (3826) Handel         | 27 października 1973 |
| (3917) Franz Schubert | 15 lutego 1961       |
| (3941) Haydn          | 27 października 1973 |
| (3943) Silbermann     | 3 września 1981      |
| (3954) Mendelssohn    | 24 kwietnia 1987     |
| (3955) Bruckner       | 9 września 1988      |
| (3975) Verdi          | 19 października 1982 |
| (3992) Wagner         | 29 września 1987     |
| (4003) Schumann       | 8 marca 1964         |
| (4076) Dörffel        | 19 października 1982 |
| (4098) Thraen         | 26 listopada 1987    |
| (4117) Wilke          | 24 września 1982     |
| (4134) Schütz         | 15 lutego 1961       |
| (4246) Telemann       | 24 września 1982     |
| (4330) Vivaldi        | 19 października 1982 |

| (4347) Reger         | 13 sierpnia 1988     |
| (4382) Stravinsky    | 29 listopada 1989    |
| (4406) Mahler        | 22 grudnia 1987      |
| (4559) Strauss       | 11 stycznia 1989     |
| (4579) Puccini       | 11 stycznia 1989     |
| (4727) Ravel         | 24 października 1979 |
| (4734) Rameau        | 19 października 1982 |
| (4802) Khatchaturian | 23 października 1989 |
| (4850) Palestrina    | 27 października 1973 |
| (4872) Grieg         | 25 grudnia 1989      |
| (4889) Praetorius    | 19 października 1982 |
| (4972) Pachelbel     | 23 października 1989 |
| (5004) Bruch         | 8 września 1988      |
| (5039) Rosenkavalier | 11 kwietnia 1967     |
| (5063) Monteverdi    | 2 lutego 1989        |
| (5157) Hindemith     | 27 października 1973 |
| (5177) Hugowolf      | 10 stycznia 1989     |
| (5210) Saint-Saëns   | 7 marca 1989         |
| (5224) Abbe          | 21 lutego 1982       |
| (5312) Schott        | 3 listopada 1981     |
| (5375) Siedentopf    | 11 stycznia 1989     |
| (5409) Saale         | 30 września 1962     |
| (5478) Wartburg      | 23 października 1989 |
| (5509) Rennsteig     | 8 września 1988      |
| (5616) Vogtland      | 29 września 1987     |

| (5628) Preussen         | 13 września 1991     |
| (5689) Rhön             | 9 września 1991      |
| (5792) Unstrut          | 18 stycznia 1964     |
| (5816) Potsdam          | 11 stycznia 1989     |
| (5820) Babelsberg       | 23 października 1989 |
| (5835) Mainfranken      | 21 września 1992     |
| (5846) Hessen           | 11 stycznia 1989     |
| (5866) Sachsen          | 13 sierpnia 1988     |
| (5904) Württemberg      | 10 stycznia 1989     |
| (6044) Hammer-Purgstall | 13 września 1991     |
| (6068) Brandenburg      | 10 października 1990 |
| (6070) Rheinland        | 10 grudnia 1991      |
| (6099) Saarland         | 30 października 1991 |
| (6120) Anhalt           | 21 sierpnia 1987     |
| (6124) Mecklenburg      | 29 września 1987     |
| (6157) Prey             | 9 września 1991      |
| (6209) Schwaben         | 12 października 1990 |
| (6293) Oberpfalz        | 26 listopada 1987    |
| (6305) Helgoland        | 6 kwietnia 1989      |
| (6320) Bremen           | 15 stycznia 1991     |
| (6332) Vorarlberg       | 30 marca 1992        |
| (6396) Schleswig        | 15 stycznia 1991     |
| (6402) Holstein         | 9 kwietnia 1991      |
| (6439) Tirol            | 13 lutego 1988       |
| (6442) Salzburg         | 8 września 1988      |

| (6451) Kärnten      | 9 kwietnia 1991      |
| (6457) Kremsmünster | 2 września 1992      |
| (6482) Steiermark   | 10 stycznia 1989     |
| (6488) Drebach      | 10 kwietnia 1991     |
| (6563) Steinheim    | 11 grudnia 1991      |
| (6653) Feininger    | 10 grudnia 1991      |
| (6717) Antal        | 10 października 1990 |
| (6718) Beiglböck    | 14 października 1990 |
| (6776) Dix          | 6 kwietnia 1989      |
| (6864) Starkenburg  | 12 września 1991     |
| (6966) Vietoris     | 13 września 1991     |
| (7054) Brehm        | 6 kwietnia 1989      |
| (7117) Claudius     | 14 lutego 1988       |
| (7121) Busch        | 10 stycznia 1989     |
| (7127) Stifter      | 9 września 1991      |
| (7130) Klepper      | 30 kwietnia 1992     |
| (7256) Bonhoeffer   | 11 listopada 1993    |
| (7280) Bergengruen  | 8 września 1988      |
| (7414) Bosch        | 13 października 1990 |
| (7571) Weisse Rose  | 7 marca 1989         |
| (7580) Schwabhausen | 13 października 1990 |
| (7583) Rosegger     | 17 stycznia 1991     |
| (7584) Ossietzky    | 9 kwietnia 1991      |
| (7586) Bismarck     | 13 września 1991     |
| (7655) Adamries     | 28 grudnia 1991      |

| (7698) Schweitzer   | 11 stycznia 1989     |
| (7700) Rote Kapelle | 13 października 1990 |
| (7767) Tomatic      | 13 września 1991     |
| (7873) Böll         | 15 stycznia 1991     |
| (7945) Kreisau      | 13 września 1991     |
| (8019) Karachkina   | 14 października 1990 |
| (8020) Erzgebirge   | 14 października 1990 |
| (8089) Yukar        | 13 października 1990 |
| (8108) Wieland      | 30 stycznia 1995     |
| (8130) Seeberg      | 27 lutego 1976       |
| (8158) Herder       | 23 października 1989 |
| (8171) Stauffenberg | 5 września 1991      |
| (8268) Goerdeler    | 29 września 1987     |
| (8282) Delp         | 10 września 1991     |
| (8284) Cranach      | 8 października 1991  |
| (8381) Hauptmann    | 21 września 1992     |
| (8382) Mann         | 23 września 1992     |
| (8501) Wachholz     | 13 października 1990 |
| (8502) Bauhaus      | 14 października 1990 |
| (8661) Ratzinger    | 14 października 1990 |
| (8666) Reuter       | 9 kwietnia 1991      |
| (8667) Fontane      | 9 kwietnia 1991      |
| (8684) Reichwein    | 30 marca 1992        |
| (8827) Kollwitz     | 13 sierpnia 1988     |
| (8831) Brändström   | 2 lutego 1989        |

| (8847) Huch          | 12 października 1990 |
| (8853) Gerdlehmann   | 9 kwietnia 1991      |
| (8860) Rohloff       | 5 października 1991  |
| (8861) Jenskandler   | 3 października 1991  |
| (9052) Uhland        | 30 października 1991 |
| (9187) Walterkröll   | 12 września 1991     |
| (9189) Hölderlin     | 10 września 1991     |
| (9204) Mörike        | 4 sierpnia 1994      |
| (9307) Regiomontanus | 21 sierpnia 1987     |
| (9315) Weigel        | 13 sierpnia 1988     |
| (9322) Lindenau      | 10 stycznia 1989     |
| (9336) Altenburg     | 15 stycznia 1991     |
| (9344) Klopstock     | 12 września 1991     |
| (9351) Neumayer      | 2 października 1991  |
| (9413) Eichendorff   | 21 września 1995     |
| (9577) Gropius       | 2 lutego 1989        |
| (9610) Vischer       | 2 września 1992      |
| (9645) Grünewald     | 5 stycznia 1995      |
| (9742) Worpswede     | 26 listopada 1987    |
| (9761) Krautter      | 13 września 1991     |
| (9762) Hermannhesse  | 13 września 1991     |
| (9764) Morgenstern   | 30 października 1991 |
| (9833) Rilke         | 21 lutego 1982       |
| (9854) Karlheinz     | 15 stycznia 1991     |
| (9861) Jahreiss      | 9 września 1991      |

| (9863) Reichardt      | 13 września 1991     |
| (9872) Solf           | 27 lutego 1992       |
| (9956) Castellaz      | 5 października 1991  |
| (9957) Raffaellosanti | 6 października 1991  |
| (9962) Pfau           | 28 grudnia 1991      |
| (10055) Silcher       | 22 grudnia 1987      |
| (10067) Bertuch       | 11 stycznia 1989     |
| (10095) Carlloewe     | 9 września 1991      |
| (10100) Bürgel        | 10 grudnia 1991      |
| (10114) Greifswald    | 4 września 1992      |
| (10116) Robertfranz   | 21 września 1992     |
| (10331) Peterbluhm    | 9 kwietnia 1991      |
| (10340) Jostjahn      | 10 września 1991     |
| (10348) Poelchau      | 29 kwietnia 1992     |
| (10543) Klee          | 27 lutego 1992       |
| (10740) Fallersleben  | 8 września 1988      |
| (10745) Arnstadt      | 11 stycznia 1989     |
| (10746) Mühlhausen    | 10 lutego 1989       |
| (10747) Köthen        | 1 lutego 1989        |
| (10749) Musäus        | 6 kwietnia 1989      |
| (10753) van de Velde  | 28 listopada 1989    |
| (10761) Lyubimets     | 12 października 1990 |
| (10762) von Laue      | 12 października 1990 |
| (10763) Hlawka        | 12 października 1990 |
| (10764) Rübezahl      | 12 października 1990 |

| (10774) Eisenach      | 15 stycznia 1991     |
| (10775) Leipzig       | 15 stycznia 1991     |
| (10778) Marcks        | 9 kwietnia 1991      |
| (10781) Ritter        | 6 sierpnia 1991      |
| (10782) Hittmair      | 12 września 1991     |
| (10786) Robertmayer   | 7 października 1991  |
| (10787) Ottoburkard   | 4 października 1991  |
| (10801) Lüneburg      | 23 września 1992     |
| (10825) Augusthermann | 18 września 1993     |
| (10835) Fröbel        | 12 listopada 1993    |
| (10839) Hufeland      | 3 kwietnia 1994      |
| (10847) Koch          | 5 stycznia 1995      |
| (10856) Bechstein     | 4 marca 1995         |
| (10857) Blüthner      | 5 marca 1995         |
| (11037) Distler       | 2 lutego 1989        |
| (11043) Pepping       | 25 grudnia 1989      |
| (11050) Messiaen      | 13 października 1990 |
| (11061) Lagerlöf      | 10 września 1991     |
| (11075) Dönhoff       | 23 września 1992     |
| (11313) Kügelgen      | 3 kwietnia 1994      |
| (11485) Zinzendorf    | 8 września 1988      |
| (11496) Grass         | 10 stycznia 1989     |
| (11508) Stolte        | 12 października 1990 |
| (11537) Guericke      | 29 kwietnia 1992     |
| (11547) Griesser      | 31 października 1992 |

| (11573) Helmholtz       | 20 września 1993     |
| (11588) Gottfriedkeller | 28 października 1994 |
| (11847) Winckelmann     | 20 stycznia 1988     |
| (11853) Runge           | 7 września 1988      |
| (11854) Ludwigrichter   | 8 września 1988      |
| (11855) Preller         | 8 września 1988      |
| (11886) Kraske          | 10 października 1990 |
| (11887) Echemmon        | 14 października 1990 |
| (11899) Weill           | 9 kwietnia 1991      |
| (11916) Wiesloch        | 24 września 1992     |
| (12182) Storm           | 27 października 1973 |
| (12240) Droste-Hülshoff | 13 sierpnia 1988     |
| (12241) Lefort          | 13 sierpnia 1988     |
| (12244) Werfel          | 8 września 1988      |
| (12298) Brecht          | 6 sierpnia 1991      |
| (12318) Kästner         | 30 kwietnia 1992     |
| (12323) Häckel          | 4 września 1992      |
| (12327) Terbrüggen      | 21 września 1992     |
| (12329) Liebermann      | 23 września 1992     |
| (12350) Feuchtwanger    | 23 kwietnia 1993     |
| (12401) Tucholsky       | 21 lipca 1995        |
| (12659) Schlegel        | 27 października 1973 |
| (12661) Schelling       | 27 lutego 1976       |
| (12694) Schleiermacher  | 7 marca 1989         |
| (12729) Berger          | 13 września 1991     |

| (12782) Mauersberger    | 5 marca 1995         |
| (13024) Conradferdinand | 11 stycznia 1989     |
| (13055) Kreppein        | 14 października 1990 |
| (13084) Virchow         | 2 kwietnia 1992      |
| (13086) Sauerbruch      | 30 kwietnia 1992     |
| (13092) Schrödinger     | 24 września 1992     |
| (13093) Wolfgangpauli   | 21 września 1992     |
| (13149) Heisenberg      | 4 marca 1995         |
| (13478) Fraunhofer      | 27 lutego 1976       |
| (13530) Ninnemann       | 9 września 1991      |
| (13531) Weizsäcker      | 13 września 1991     |
| (13559) Werth           | 4 września 1992      |
| (13610) Lilienthal      | 5 października 1994  |
| (13954) Born            | 13 października 1990 |
| (13977) Frisch          | 29 kwietnia 1992     |
| (14014) Münchhausen     | 14 stycznia 1994     |
| (14025) Fallada         | 2 września 1994      |
| (14041) Dürrenmatt      | 21 września 1995     |
| (14365) Jeanpaul        | 8 września 1988      |
| (14366) Wilhelmraabe    | 8 września 1988      |
| (14367) Hippokrates     | 8 września 1988      |
| (14372) Paulgerhardt    | 9 stycznia 1989      |
| (14412) Wolflojewski    | 9 września 1991      |
| (14413) Geiger          | 5 września 1991      |
| (14836) Maxfrisch       | 14 lutego 1988       |

| (14845) Hegel            | 3 listopada 1988     |
| (14871) Pyramus          | 13 października 1990 |
| (14940) Freiligrath      | 4 marca 1995         |
| (15262) Abderhalden      | 12 października 1990 |
| (15263) Erwingroten      | 13 października 1990 |
| (15264) Delbrück         | 11 października 1990 |
| (15265) Ernsting         | 12 października 1990 |
| (15282) Franzmarc        | 13 września 1991     |
| (15301) Marutesser       | 21 września 1992     |
| (15342) Assisi           | 3 kwietnia 1994      |
| (15346) Bonifatius       | 2 września 1994      |
| (15710) Böcklin          | 11 stycznia 1989     |
| (15724) Zille            | 12 października 1990 |
| (15727) Ianmorison       | 10 października 1990 |
| (15728) Karlmay          | 11 października 1990 |
| (15761) Schumi           | 24 września 1992     |
| (15762) Rühmann          | 21 września 1992     |
| (15808) Zelter           | 3 kwietnia 1994      |
| (15811) Nüsslein-Volhard | 10 lipca 1994        |
| (16355) Buber            | 29 października 1975 |
| (16398) Hummel           | 24 września 1982     |
| (16418) Lortzing         | 29 września 1987     |
| (16438) Knöfel           | 11 stycznia 1989     |
| (16441) Kirchner         | 7 marca 1989         |
| (16459) Barth            | 28 listopada 1989    |

| (16505) Sulzer       | 12 października 1990 |
| (16522) Tell         | 15 stycznia 1991     |
| (16524) Hausmann     | 17 stycznia 1991     |
| (16544) Hochlehnert  | 9 września 1991      |
| (16590) Brunowalter  | 21 września 1992     |
| (16705) Reinhardt    | 4 marca 1995         |
| (16714) Arndt        | 21 września 1995     |
| (17458) Dick         | 13 października 1990 |
| (17459) Andreashofer | 13 października 1990 |
| (17460) Mang         | 10 października 1990 |
| (17484) Ganghofer    | 13 września 1991     |
| (17486) Hodler       | 10 września 1991     |
| (17488) Mantl        | 2 października 1991  |
| (17489) Trenker      | 2 października 1991  |
| (17492) Hippasos     | 10 grudnia 1991      |
| (17496) Augustinus   | 29 lutego 1992       |
| (17579) Lewkopelew   | 5 października 1994  |
| (17597) Stefanzweig  | 4 marca 1995         |
| (18286) Kneipp       | 27 października 1973 |
| (18359) Jakobstaude  | 13 października 1990 |
| (18360) Sachs        | 10 października 1990 |
| (18395) Schmiedmayer | 21 września 1992     |
| (18396) Nellysachs   | 21 września 1992     |
| (18398) Bregenz      | 23 września 1992     |
| (18430) Balzac       | 14 stycznia 1994     |

| (18458) Caesar          | 5 marca 1995         |
| (19126) Ottohahn        | 22 sierpnia 1987     |
| (19136) Strassmann      | 10 stycznia 1989     |
| (19139) Apian           | 6 kwietnia 1989      |
| (19162) Wambsganss      | 10 października 1990 |
| (19178) Walterbothe     | 9 września 1991      |
| (19182) Pitz            | 7 października 1991  |
| (19183) Amati           | 5 października 1991  |
| (19185) Guarneri        | 4 października 1991  |
| (19189) Stradivari      | 28 grudnia 1991      |
| (19208) Starrfield      | 2 września 1992      |
| (19263) Lavater         | 21 lipca 1995        |
| (19914) Klagenfurt      | 27 października 1973 |
| (19970) Johannpeter     | 8 września 1988      |
| (19992) Schönbein       | 10 października 1990 |
| (19993) Günterseeber    | 10 października 1990 |
| (20006) Albertus Magnus | 11 kwietnia 1991     |
| (20012) Ranke           | 13 września 1991     |
| (20016) Rietschel       | 8 października 1991  |
| (20074) Laskerschüler   | 14 stycznia 1994     |
| (21010) Kishon          | 13 sierpnia 1988     |
| (21050) Beck            | 10 października 1990 |
| (21059) Penderecki      | 9 kwietnia 1991      |
| (21074) Rügen           | 12 września 1991     |
| (21075) Heussinger      | 12 września 1991     |

| (21076) Kokoschka       | 12 września 1991     |
| (21109) Sünkel          | 4 września 1992      |
| (21110) Karlvalentin    | 4 września 1992      |
| (21118) Hezimmermann    | 24 września 1992     |
| (21125) Orff            | 30 grudnia 1992      |
| (22291) Heitifer        | 2 lutego 1989        |
| (22322) Bodensee        | 13 września 1991     |
| (22348) Schmeidler      | 24 września 1992     |
| (22354) Sposetti        | 31 października 1992 |
| (22369) Klinger         | 18 września 1993     |
| (23472) Rolfriekher     | 10 października 1990 |
| (23473) Voss            | 11 października 1990 |
| (23490) Monikohl        | 12 września 1991     |
| (23514) Schneider       | 2 września 1992      |
| (23520) Ludwigbechstein | 23 września 1992     |
| (23578) Baedeker        | 22 lutego 1995       |
| (24665) Tolerantia      | 8 września 1988      |
| (24666) Miesvanrohe     | 8 września 1988      |
| (24671) Frankmartin     | 10 stycznia 1989     |
| (24699) Schwekendiek    | 13 października 1990 |
| (24711) Chamisso        | 6 sierpnia 1991      |
| (24712) Boltzmann       | 12 września 1991     |
| (24713) Ekrutt          | 12 września 1991     |
| (24748) Nernst          | 26 września 1992     |
| (24749) Grebel          | 24 września 1992     |

| (24750) Ohm          | 24 września 1992     |
| (24751) Kroemer      | 21 września 1992     |
| (26119) Duden        | 7 października 1991  |
| (26821) Baehr        | 17 marca 1988        |
| (26842) Hefele       | 2 października 1991  |
| (27710) Henseling    | 7 września 1988      |
| (27712) Coudray      | 3 listopada 1988     |
| (27758) Michelson    | 12 września 1991     |
| (27764) von Flüe     | 10 września 1991     |
| (27765) Brockhaus    | 10 września 1991     |
| (27845) Josephmeyer  | 5 października 1994  |
| (27846) Honegger     | 5 października 1994  |
| (27864) Antongraff   | 5 marca 1995         |
| (29185) Reich        | 13 października 1990 |
| (29197) Gleim        | 15 stycznia 1991     |
| (29203) Schnitger    | 9 kwietnia 1991      |
| (29204) Ladegast     | 11 kwietnia 1991     |
| (29208) Halorentz    | 9 września 1991      |
| (29212) Zeeman       | 10 września 1991     |
| (29214) Apitzsch     | 2 października 1991  |
| (29227) Wegener      | 29 lutego 1992       |
| (29246) Clausius     | 2 września 1992      |
| (29250) Helmutmoritz | 24 września 1992     |
| (29329) Knobelsdorff | 5 października 1994  |
| (30778) Döblin       | 29 września 1987     |

| (30788) Angekauffmann  | 8 września 1988      |
| (30798) Graubünden     | 2 lutego 1989        |
| (30826) Coulomb        | 10 października 1990 |
| (30827) Lautenschläger | 10 października 1990 |
| (30828) Bethe          | 12 października 1990 |
| (30829) Wolfwacker     | 10 października 1990 |
| (30830) Jahn           | 14 października 1990 |
| (30836) Schnittke      | 15 stycznia 1991     |
| (30837) Steinheil      | 15 stycznia 1991     |
| (30847) Lampert        | 13 września 1991     |
| (30850) Vonsiemens     | 7 października 1991  |
| (30851) Reißfelder     | 2 października 1991  |
| (30852) Debye          | 2 października 1991  |
| (30882) Tomhenning     | 21 września 1992     |
| (30883) de Broglie     | 24 września 1992     |
| (30933) Grillparzer    | 17 października 1993 |
| (32808) Bischoff       | 10 października 1990 |
| (32809) Sommerfeld     | 10 października 1990 |
| (32810) Steinbach      | 10 października 1990 |
| (32811) Apisaon        | 14 października 1990 |
| (32821) Posch          | 9 września 1991      |
| (32853) Döbereiner     | 21 września 1992     |
| (32855) Zollitsch      | 24 września 1992     |
| (32899) Knigge         | 4 sierpnia 1994      |
| (35229) Benckert       | 24 marca 1995        |

| (37573) Enricocaruso    | 23 października 1989 |
| (37582) Faraday         | 12 października 1990 |
| (37583) Ramonkhanna     | 13 października 1990 |
| (37584) Schleiden       | 10 października 1990 |
| (37592) Pauljackson     | 3 października 1991  |
| (37608) Löns            | 24 września 1992     |
| (39464) Pöppelmann      | 27 października 1973 |
| (39536) Lenhof          | 10 października 1990 |
| (39540) Borchert        | 11 kwietnia 1991     |
| (39549) Casals          | 27 lutego 1992       |
| (39571) Pückler         | 21 września 1992     |
| (42482) Fischer-Dieskau | 8 września 1988      |
| (42487) Ångström        | 9 września 1991      |
| (42492) Brüggenthies    | 3 października 1991  |
| (42516) Oistrach        | 11 listopada 1993    |
| (43724) Pechstein       | 29 października 1975 |
| (43751) Asam            | 19 października 1982 |
| (43775) Tiepolo         | 2 lutego 1989        |
| (43790) Ferdinandbraun  | 12 października 1990 |
| (43804) Peterting       | 10 września 1991     |
| (43806) Augustepiccard  | 13 września 1991     |
| (43813) Kühner          | 7 października 1991  |
| (46563) Oken            | 12 września 1991     |
| (48415) Dehio           | 21 sierpnia 1987     |
| (48422) Schrade         | 3 listopada 1988     |

| (48425) Tischendorf    | 2 lutego 1989        |
| (48434) Maxbeckmann    | 23 października 1989 |
| (48435) Jaspers        | 23 października 1989 |
| (48447) Hingley        | 10 października 1990 |
| (48456) Wilhelmwien    | 12 września 1991     |
| (48457) Joseffried     | 12 września 1991     |
| (48458) Merian         | 13 września 1991     |
| (48471) Orchiston      | 7 października 1991  |
| (48472) Mössbauer      | 2 października 1991  |
| (48480) Falk           | 28 grudnia 1991      |
| (48492) Utewielen      | 24 września 1992     |
| (48588) Raschröder     | 2 września 1994      |
| (52271) Lecorbusier    | 8 września 1988      |
| (52291) Mott           | 10 października 1990 |
| (52292) Kamdzhalov     | 10 października 1990 |
| (52293) Mommsen        | 12 października 1990 |
| (52294) Detlef         | 12 października 1990 |
| (52301) Qumran         | 9 września 1991      |
| (52308) Hanspeterröser | 7 października 1991  |
| (52309) Philnicolai    | 7 października 1991  |
| (52334) Oberammergau   | 30 marca 1992        |
| (52337) Compton        | 2 września 1992      |
| (52341) Ballmann       | 21 września 1992     |
| (55733) Lepsius        | 27 listopada 1986    |
| (55735) Magdeburg      | 22 sierpnia 1987     |

| (55749) Eulenspiegel    | 15 stycznia 1991     |
| (55753) Raman           | 13 września 1991     |
| (55759) Erdmannsdorff   | 10 grudnia 1991      |
| (55772) Loder           | 30 grudnia 1992      |
| (58152) Natsöderblom    | 12 sierpnia 1988     |
| (58163) Minnesang       | 23 października 1989 |
| (58186) Langkavel       | 13 września 1991     |
| (58191) Dolomiten       | 28 grudnia 1991      |
| (58215) von Klitzing    | 21 września 1992     |
| (58217) Peterhebel      | 24 września 1992     |
| (65675) Mohr-Gruber     | 11 stycznia 1989     |
| (65685) Behring         | 10 października 1990 |
| (65692) Trifu           | 12 września 1991     |
| (65694) Franzrosenzweig | 10 września 1991     |
| (65708) Ehrlich         | 4 września 1992      |
| (65712) Schneidmueller  | 24 września 1992     |
| (65769) Mahalia         | 4 marca 1995         |
| (69264) Nebra           | 14 sierpnia 1988     |
| (69275) Wiesenthal      | 28 listopada 1989    |
| (69286) von Liebig      | 10 października 1990 |
| (69287) Günthereichhorn | 10 października 1990 |
| (69288) Berlioz         | 11 października 1990 |
| (69295) Stecklum        | 2 października 1991  |
| (69312) Rogerbacon      | 24 września 1992     |
| (73686) Nussdorf        | 10 października 1990 |

| (73687) Thomas Aquinas | 10 października 1990 |
| (73692) Gürtler        | 12 września 1991     |
| (73693) Dorschner      | 12 września 1991     |
| (73699) Landaupfalz    | 4 października 1991  |
| (73700) von Kues       | 5 października 1991  |
| (73701) Siegfriedbauer | 3 października 1991  |
| (79087) Scheidt        | 17 października 1977 |
| (79129) Robkoldewey    | 11 października 1990 |
| (79138) Mansfeld       | 13 września 1991     |
| (85179) Meistereckhart | 11 października 1990 |
| (85190) Birgitroth     | 12 września 1991     |
| (85195) von Helfta     | 7 października 1991  |
| (85196) Halle          | 4 października 1991  |
| (85197) Ginkgo         | 5 października 1991  |
| (85198) Weltenburg     | 2 października 1991  |
| (85199) Habsburg       | 3 października 1991  |
| (85214) Sommersdorf    | 21 września 1992     |
| (85215) Hohenzollern   | 26 września 1992     |
| (85216) Schein         | 24 września 1992     |
| (85217) Bilzingsleben  | 31 października 1992 |
| (85299) Neander        | 5 października 1994  |
| (85317) Lehár          | 30 stycznia 1995     |
| (85320) Bertram        | 4 marca 1995         |
| (90703) Indulgentia    | 8 września 1988      |
| (90709) Wettin         | 12 października 1990 |

| (90711) Stotternheim    | 10 października 1990 |
| (90712) Wittelsbach     | 12 października 1990 |
| (90718) Castel Gandolfo | 12 września 1991     |
| (96205) Ararat          | 24 września 1992     |
| (96206) Eschenberg      | 24 września 1992     |
| (100019) Gregorianik    | 23 października 1989 |
| (100027) Hannaharendt   | 12 października 1990 |
| (100028) von Canstein   | 10 października 1990 |
| (100029) Varnhagen      | 10 października 1990 |
| (100033) Taizé          | 9 kwietnia 1991      |
| (100046) Worms          | 2 października 1991  |
| (100047) Leobaeck       | 2 października 1991  |
| (100084) 1992 SY13      | 26 września 1992     |
| (100268) Rosenthal      | 5 października 1994  |
| (118173) Barmen         | 11 kwietnia 1991     |
| (118178) Rinckart       | 23 września 1992     |
| (120460) Hambach        | 13 października 1990 |
| (120461) Gandhi         | 10 października 1990 |
| (120481) Johannwalter   | 24 września 1992     |
| (134348) Klemperer      | 31 października 1992 |
| (150118) Petersberg     | 18 września 1993     |
| (152559) Bodelschwingh  | 12 października 1990 |
| (160018) 1991 TY2       | 7 października 1991  |
| (160512) Franck-Hertz   | 11 października 1990 |
| (160513) 1990 TD13      | 12 października 1990 |

| (162001) Vulpius        | 10 października 1990 |
| (162002) Spalatin       | 10 października 1990 |
| (168321) Josephschmidt  | 12 września 1991     |
| (173120) 1990 TL9       | 10 października 1990 |
| (178294) Wertheimer     | 11 października 1990 |
| (190283) Schielicke     | 12 września 1991     |
| (192293) Dominikbrunner | 10 października 1990 |
| (204967) 1991 TH7       | 3 października 1991  |
| (279723) Wittenberg     | 12 września 1991     |
| (282028) 1990 TV9       | 10 października 1990 |
| (322510) Heinrichgrüber | 10 października 1990 |
| (350178) Eisleben       | 30 marca 1992        |
| (373394) 1990 TQ9       | 10 października 1990 |
| 1. 2.                   |                      |